# Astragalus igniarius
Astragalus igniarius es una especie de planta del género Astragalus, de la familia de las leguminosas, orden Fabales.

## Distribución
Astragalus igniarius se distribuye por Azerbaiyán.

## Taxonomía
Fue descrita científicamente por Popov. Fue publicada en Bot. Mater. Gerb. Bot. Inst. Komarova Akad. Nauk S.S.S.R. 10: 20 (1947).